# Лунин, Пётр Михайлович
Пётр Михайлович Лунин (1746—1822) — генерал-лейтенант русской императорской армии. Брат Александра Михайловича Лунина (1745—1816).

## Биография
Родился в Санкт-Петербурге в 1746 году в семье прокурора Адмиралтейств-коллегии Михаила Куприяновича Лунина. В 1760 году в возрасте 14 лет поступил на военную службу в лейб-гвардии Измайловский полк; участвовал в русско-турецкой войне 1768—1774 годов, состоял при генерал-фельмаршале Петре Александровиче Румянцеве, отличился 21 июля 1770 года в сражении при Кагуле и при взятии крепости Тульча, в 1771 году произведён в капитан-поручики и 19 августа 1771 года награждён орденом Святого Георгия 4-го класса:

За мужество, оказанное при походе на Тульчу 19 июня 1771 года, взойдением с авангардом на неприятельскую батарею с двух сторон приступом, переколол бывших там турок и взял 4 пушки. Также и за храбрость, которою поощрил подчиненных при занятии ретреншамента и отбитии толпы янычар.
Принимал участие в подавлении Пугачёвского восстания, руководил расправой над восставшим населением Верхнеломовского уезда Пензенской губернии, действуя по приказу генерал-аншефа Александра Ильича Бибикова, предписывающему «Требовать зачинщиков, в случае отказа сотого казнить, а остальных пересечь плетьми жесточайшим образом. Разграбленное и расхищенное имущество должно быть немедленно возвращено, а если у кого оно будет найдено впоследствии, тот будет повешен. Во всех бунтовавших сёлах поставить орудия казни: виселицу, колесо и глагол, чтобы эти орудия никем истреблены не были». В конце 1774 года был награждён чином полковника:

В 1774 году гвардии капитан Петр Михайлович Лунин на пути из Москвы в Петербург встретился с князем Лобановым, родственником графа Петра Ивановича Панина, посланным от него с известием о взятии Пугачёва. На ночлеге в Новгороде Лобанов рассказал о этом Лунину, который в ту же ночь наскоро ускакал в Петербург и прямо явился к князю Потёмкину с уведомлением; Потёмкин немедленно доложил об этом императрице, которая была крайне встревожена успехами Пугачева. В ту же минуту Лунину был объявлен чин полковника. Через некоторое время приезжает Лобанов с официальными донесениями. Но, когда Лунин был потребован к ответу за своё усердие, он лишь сказал, что, услышав столь приятное к спокойствию императрицы известие, не мог воздержаться, чтобы не сообщить оного. На что государыня сказала: «Что сделано, того не поворотишь».
В 1780 году он был произведён в генерал-майоры; в 1786 году служил в армии графа Михаила Федотовича Каменского на линии Киев-Хотин.
С 5 февраля 1790 года — генерал-поручик. После смерти Екатерины II вышел 24 ноября 1796 года в отставку в чине генерал-лейтенанта.
Во время коронации императора Александра I в Москве 15 сентября 1801 года состоял в числе 16 генерал-лейтенантов, которые несли над монархом балдахин до Успенского собора.

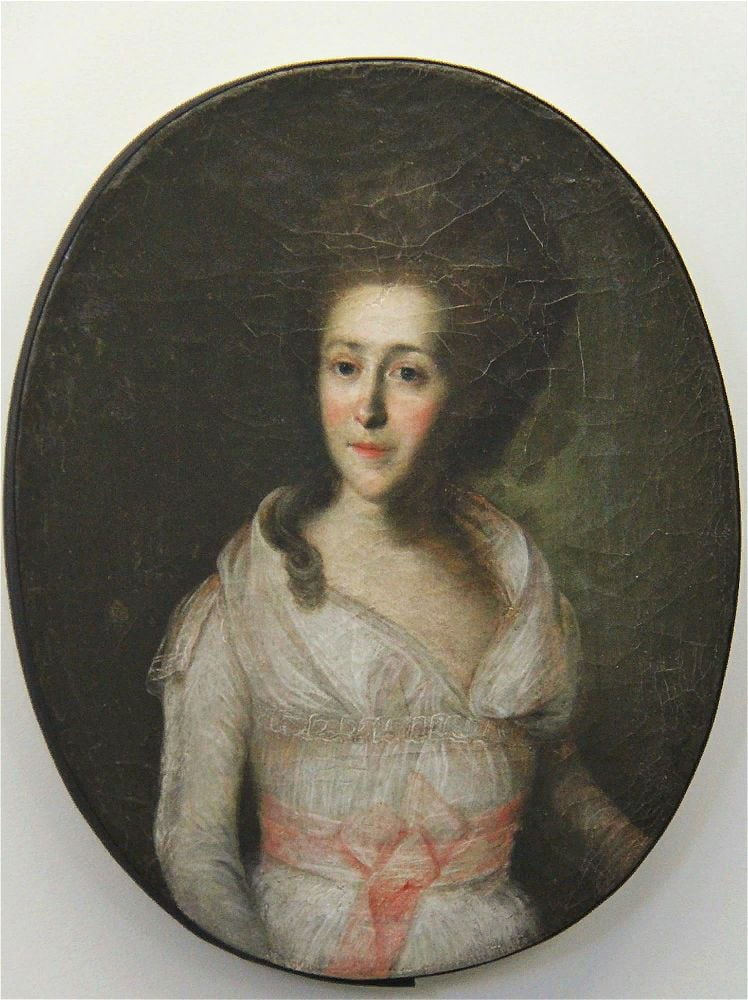
Авдотья Семёновна Лунина

Умер в марте 1822 года в своём имении Желудево.

## Семья
Жена (с 1786 года) — Авдотья Семёновна Хвостова (1760—1843), богатая наследница, дочь Семена Ивановича Хвостова от его брака с Дарьей Николаевной Матюшкиной — внучкой петровского сподвижника графа Г. П. Чернышёва. После замужества жила в собственном доме в приходе церкви Николая Чудотворца в Хлынове. Позже, 14 марта 1796 года, купила другой дом в Никитском сороке. Вместе с мужем иногда подолгу жила в Петербурге или выезжала за границу. Овдовев, осталась в сложном материальном положении. Продав свой прекрасный дом на Никитском бульваре, жила с дочерью на наемных квартирах. Похоронена на старом кладбище в селе Троицкое-Раменское.
Единственная дочь — Екатерина (1787—1886), в замужестве графиня Риччи.

## Воспоминания современников
После смерти отца, по разделу между его сыновьями, во владение Петра Михайловича перешло село Желудево, где он построил усадебный дом в стиле классицизма, и начал постройку каменной Христорождественской церкви, которая была завершена уже его наследниками. Помимо этого ему принадлежал дом в Москве, расположенный недалеко от Никитских ворот.

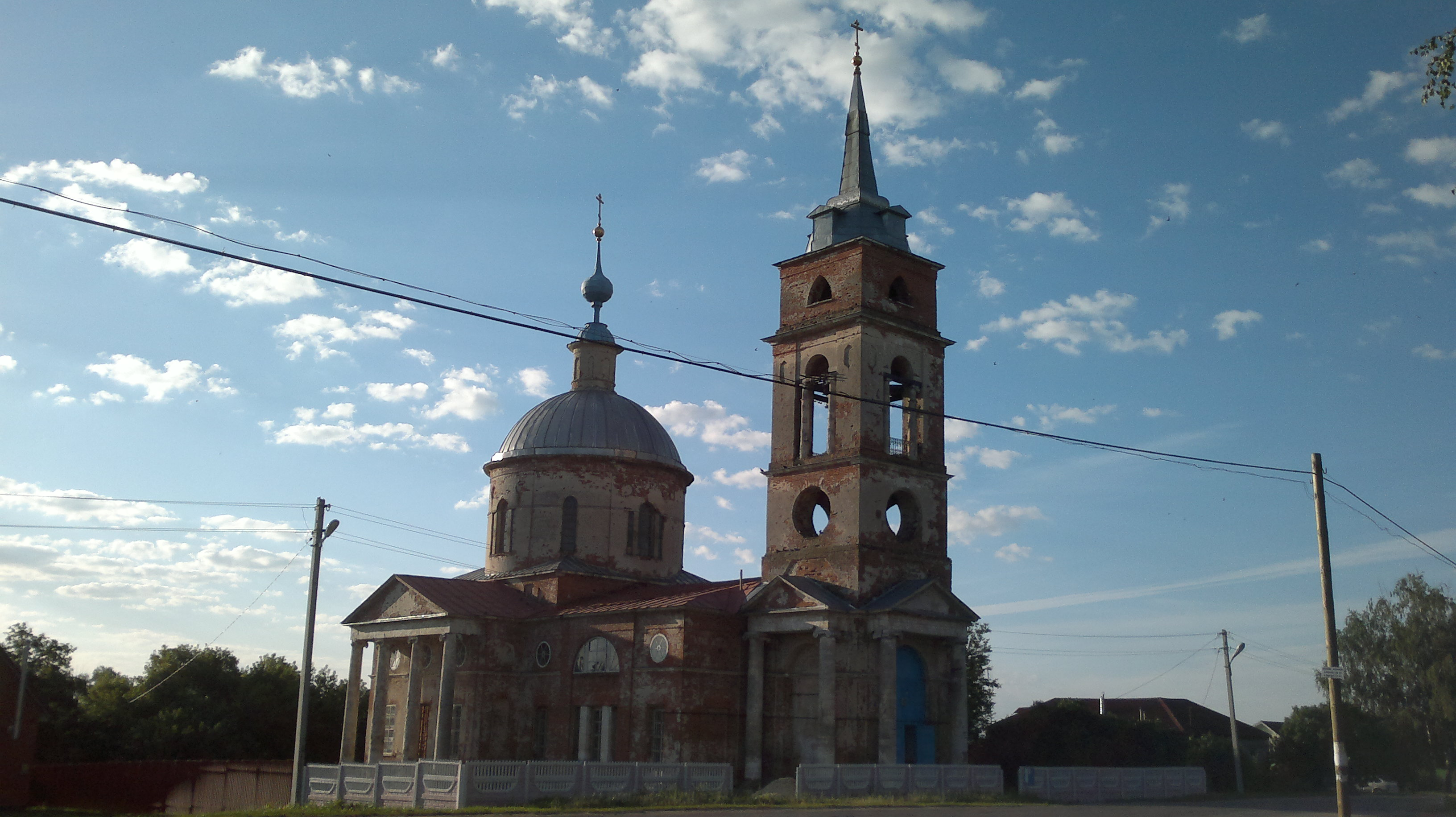
Храм Рождества Христова в Желудево.

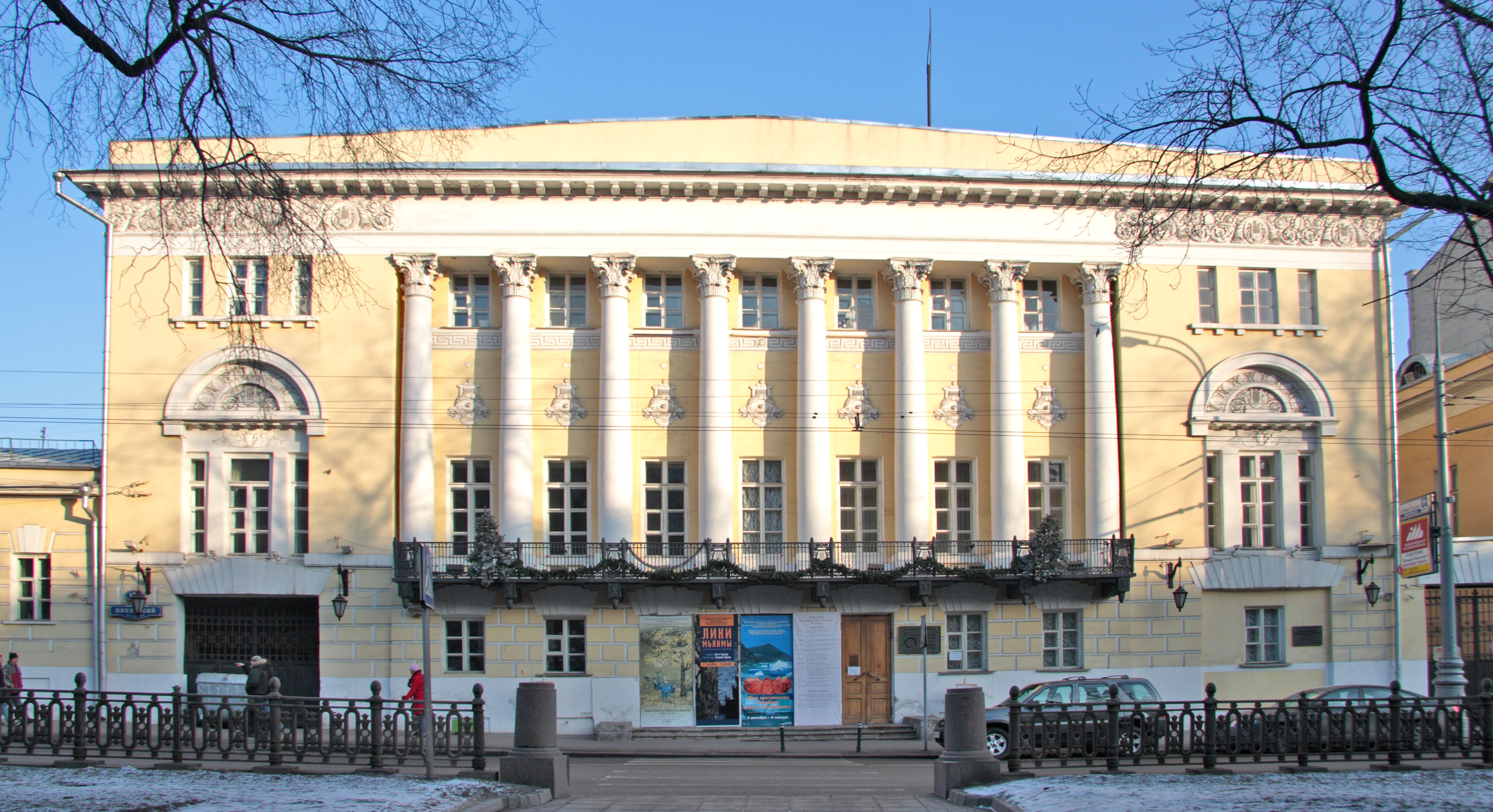
Дом на Никитском бульваре в Москве

Пётр Михайлович Лунин был большим любителем застолий; по свидетельству адъютанта генерала Д. С. Дохтурова прапорщика Петра Александровича Нащокина:

В 1812 году, в тот самый день, когда русские войска покидали Москву, уступая её идущим по пятам французам, Петр Михайлович, верный заведенному обычаю, собирался давать «большой обед» и невозмутимо прохаживался возле своего дома на Никитском бульваре, нагуливая аппетит и не обращая внимания на царившую вокруг суматоху. Тщетно Нащокин пытался втолковать ему, что думать надо не о еде, а о спасении своей жизни. Тот «только пожал плечами и опять пошел себе шагать по бульвару». Нащокин бросился в дом Лунина и объявил дворецкому, занятому сервировкой стола: «Барин твой спятил с ума: ты на него не гляди, а делай то, что я тебе приказываю». И распорядился собирать все ценности и срочно увозить их из Москвы. Сам Лунин покинул город почти последним.
Князь Пётр Андреевич Вяземский писал в своих воспоминаниях:

Петр Михайлович слыл большим сумасбродом. Так, однажды в Варшаве, получив приглашение на обед к знакомому Николаю Николаевичу Новосильцеву, Лунин поставил условие, чтобы ему позволили взять с собой друга, которым оказался его повар француз Эме. Тот невозмутимо восседал за столом рядом с Луниным, но когда гвардейский полковник князь Александр Сергеевич Голицын отпустил шутку по поводу французского короля Людовика XVIII, взбешенный Эме назвал офицера «негодяем» и вызвал на дуэль. Хозяину и гостям с трудом удалось их помирить. Потом все потешались над нелепостью «поединка русского князя, русского полковника с французским кухмистером», хотя вначале было не до смеха.